# 犬村小六
犬村小六（1971年—）是日本遊戲開發者、輕小說作家，出身於宮崎縣。

## 經歷
1971年生於宮崎縣。早稻田大學政治經濟學部畢業。以遊戲策劃、遊戲劇作家身份參加《幻想水滸傳III》、《THE EYE OF JUDGMENT》和《美少女夢工場5》的製作。
在2004年，犬村於Enterbrain的Fami通文庫首次出版PS2遊戲《Remember11》的小說版。同年，出版數部由遊戲改編的小說作品。2005年至2006年之間，未以作家身份發表作品。
2007年，經過2年多的空白期，在小學館的Gagaga文庫發表初部原創作品《利維坦的戀人》系列。2008年發表單卷作品《對某飛行員的追憶》，得到高度評價（詳細參考該作品條目）；其後系列化，相繼發表《獻給某飛行員的戀歌》《獻給某飛行員的夜曲》，目前系列第4作正於Gagaga文庫執筆中。
2009年現在，執筆活動致力以原創作品為主，小說化作品會暫時停止。

## 作品

### 遊戲小說化
- Remember11 上 ［心篇］ （Enterbrain，Fami通文庫，2004年4月19日發售）ISBN 978-4757718418
- Remember11 下 ［悟篇］ （Enterbrain，Fami通文庫，2004年6月19日發售）ISBN 978-4757719033
- fanatic （Enterbrain，Fami通文庫，2004年8月23日發售） ISBN 978-4757719699
- 暗夜魔法使小說版 蒼色之門的繼承者 （Enterbrain，Fami通文庫，2004年10月20日發售） ISBN 978-4757720350

### 原創輕小說
- 利維坦的戀人（日语：レヴィアタンの恋人） （小學館、Gagaga文庫、2007年6月 - 出版中、已推出4卷；代理：東立出版社）
- 某飛行員系列
  - 對某飛行員的追憶 （小學館、Gagaga文庫、2008年2月19日發售；代理：尖端出版/99讀書人·上海文藝出版社） ISBN 978-4094510522（日版）
  - 獻給某飛行員的戀歌 （小學館、Gagaga文庫、2009年2月 - 2011年1月、全5卷；代理：尖端出版/99讀書人·上海文藝出版社）
  - 獻給某飛行員的夜曲 （小学館、Gagaga文庫、2011年7月 - 2011年9月、全2卷；代理：尖端出版[1]/99讀書人·上海文藝出版社）
  - 與某飛行員的誓約（日语：とある飛空士への誓約） （小学館、Gagaga文庫、2012年9月 - 2015年11月、全9卷）
- 櫻子・阿托美卡（Sakurako Atomica） （講談社、星海社FICTIONS、2011年4月15日發售） ISBN 978-4061388017（日版）
- 月的可愛一面 （星海社、最前線、2011年9月12日 - 2011年9月18日、Web發表「Calendar小說」第2彈）
- 終將墜入愛河的Vivi Lane（小學館、Gagaga文庫、全7卷；代理：青文出版社）

## 外部連結
- （日語）Fami通文庫 | 株式會社enterbrain
- （日語）GAGAGA文庫 公式網站
- 犬村小六的X（前Twitter）